# Cöthen (Falkenberg)

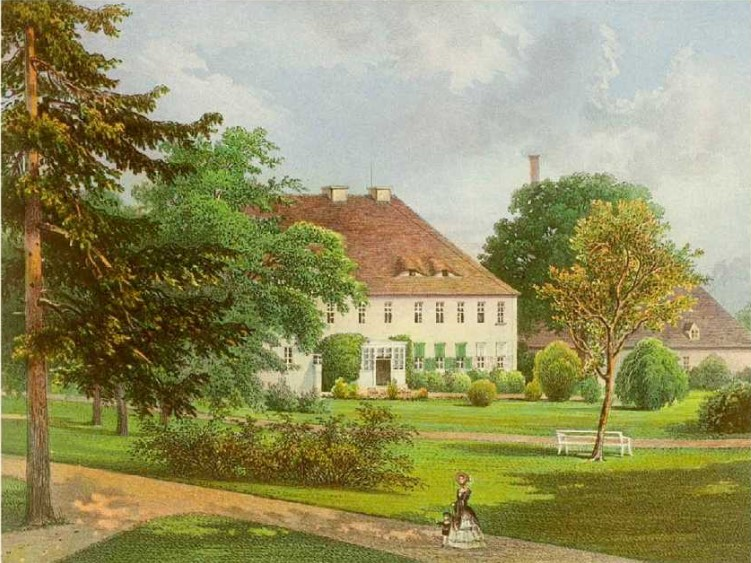
(Altes) Gutshaus Cöthen (um 1850), aus „Duncker“

Cöthen ist ein Gemeindeteil von Falkenberg/Mark, einem Ortsteil der Gemeinde Falkenberg im Landkreis Märkisch-Oderland (Brandenburg). Mit dem Auskauf des letzten Bauern und von vier Kossäten im Jahr 1825 endete die Geschichte von Cöthen als eigenständige Gemeinde. Seitdem war Cöthen nur noch Rittergut bzw. später Gutsbezirk. Der Gutsbezirk wurde um 1850 mit dem Gutsbezirk Dannenberg/Mark zum Dominium Cöthen vereinigt. Mit der Auflösung dieses großen Gutsbezirks 1928 wurde der Ort Cöthen mit der Gemeinde Falkenberg/Mark vereinigt. Seither war Cöthen Ortsteil bzw. seit 2002 Gemeindeteil von Falkenberg/Mark.

## Lage
Der Ort Cöthen liegt knapp 2 km südwestlich vom Ortskern von Falkenberg/Mark und etwa 6,5 km westnordwestlich von Bad Freienwalde (Oder). Cöthen besitzt keine eigene Gemarkung, sondern liegt auf der Gemarkung von Falkenberg/Mark. Umliegende Orte sind Hohenfinow im Norden, Falkenberg/Mark im Nordosten, Dannenberg/Mark und Krummenpfahl im Süden und Neugersdorf im Südwesten. Westlich des Ortes liegt ein großes Waldgebiet bestehend aus Cöthener Forst, Karutz und Hohenfinower Wald.
Nördlich und östlich des Ortskerns haben zwei Bäche ihren Ursprung, die sich beim ehemaligen Rettungshaus zum Falkenberger Fließ vereinigen. Östlich des Ortes liegt der Cöthener Park, ein Wald, der um 1820 zum Landschaftspark umgestaltet wurde. Allerdings sind heute nur noch wenige der früheren Bauten vorhanden.
1871 gehörten zum Gutsbezirk Cöthen die Wohnplätze Fischerhaus Gamensee, das Vorwerk Sorge, das Waldwärterhaus Tobbenberge und das Vorwerk Krummenpfahl, das aber später zu Dannenberg/Mark gerechnet wurde. 1885 gehörten zum Gutsbezirk Cöthen die Wohnplätze Fischerhaus Gamensee, Tobbenberge und Vorwerk Tortz (nahe der alten Oder). 1925 wurde auch das Forsthaus Sparrenbusch (heute Bad Freienwalde (Oder)) zum Gutsbezirk Cöthen gerechnet. An dessen Stelle steht heute die ab Mitte der 1930er Jahre errichtete Hohenfriedberg-Kaserne, die heute zu einer Wohnsiedlung umgebaut ist.

## Geschichte
Cöthen erscheint erstmals in einer Urkunde von 1334 als Koten. Das Dorf ist sicher im Rahmen der hochmittelalterlichen Ostsiedlung entstanden. Der Ortsname könnte ein übertragener Name sein, von Köthen in Sachsen-Anhalt oder ist als Ort zu den kleinen Häusern zu mnd. kote/köte = Hütte oder kleines, niedriges Haus zu interpretieren. Denkbar wäre noch eine dritte, allerdings weniger wahrscheinliche Alternative, die Ableitung von einem Personenkurznamen Chot (etwa von Vollnamen wie Chotimir) durch Anfügung des Suffixes -in. Dem widerspricht jedoch die Erstnennung Koten, man müsste dann eine Änderung des Suffixes von -in auf -en annehmen. Der Dorfstruktur nach ist es ein durch Gutsbildung deformiertes Straßendorf.

### Vor- und Frühgeschichte
Das Gebiet um Cöthen war schon vor der Anlage des Dorfes Anfang des 13. Jahrhunderts immer wieder besiedelt. Um das Dorf herum befinden sich mehrere Fundstellen von Feuersteingeräten und urgeschichtlichen Scherben. Am nordwestlichen Rand, aber schon auf der Höhe, befand sich eine mehrphasige spätslawische Siedlung, die wohl mit der Anlage des Dorfes Cöthen aufgegeben wurde.

### Besitzgeschichte - 14. Jahrhundert
Das Dorf gehörte im 14. Jahrhundert denen von Thene, auch Chein geschrieben. 1334 verkauften sie Cöthen an den aus Süddeutschland stammenden Ritter Gebolf von Mersingkoven. Er wurde am Tage der Jungfrau Katharina (25. November) 1334 mit Cöthen belehnt, mit allen Stellen, Teichen, Wiesen, Holzungen, Seen, wie überhaupt im ganzen und einzelnen Güter, welches Namens immer, bebaut und unbebaut, mit allen Rechten, Freiheiten, Gnaden, Nutzungen, Ehren und Zubehörungen jeder Art. Allerdings kam Cöthen schon bald danach in den Besitz des Peter von Falkenberg und ab 1355 von Hasso von Falkenberg, der noch 1362 nachgewiesen ist. Merkwürdigerweise ist das Dorf wie auch das benachbarte Falkenberg im Landbuch von 1375 zwar in der Liste der Dörfer des Barnim gelistet, aber nicht näher beschrieben.

### 15. Jahrhundert
Im Schossregister von 1450 finden wir: Coethen hat Kone von Ihlow von meinem Herrn (dem Markgrafen) zu Lehn. Auf der Feldmark waren 48 Hufen, davon hatte der Pfarrer 4 Hufen, die Kirche 2 Hufen. Konrad von Ihlow hatte 10 Hufen zu seinem Hof. Die übrigen, zinspflichtigen Hufen gaben jede 9 Groschen. Der Krug musste 15 Groschen geben. Die Kossäten gaben ein Stück. Am 10. März 1454 verkaufte Konrad von Ihlow mit Zustimmung seiner Brüder Matthias, Dietrich und Hartmann das Dorf Cöthen um 160 Schock Groschen an Tobias, den Abt des Klosters Chorin mit allem Zubehör, auf beackerten und unbeackerten Ländereien, mit den Heiden, und mit allem was dazu gehört. Am 19. November 1454 stellte Konrad von Ihlow eine Urkunde aus, in der er bestätigt, dass er das Kaufgeld erhalten hat. Zu dieser Zeit wird auch ein Lehnschulzengut erwähnt. 1489 war die Wassermühle nächst unter dem Dorf abgebrannt. Das Kloster ließ die Mühle allerdings weiter bachabwärts fast bei Falkenberg wieder aufbauen. Darüber kam es zum Rechtsstreit zwischen dem Kloster Chorin und dem Falkenberger Dorfherren Dietrich von Holzendorf, den das Kloster aber für sich entscheiden konnte.

### 16. Jahrhundert
Im Jahr 1527 werden dann 46 Hufen genannt. Cöthen blieb im Besitz des Klosters Chorin bis zu dessen Säkularisation im Jahr 1542. 1546 brannte der Rittersitz in Cöthen ab.
1571 war Cöthen im Besitz des Jürgen Kühne. Wie er in dessen Besitz kam, ist ungeklärt, da der Klosterbesitz nach der Säkularisierung zum größten Teil in das Amt Chorin einging. 1580 wurde die Wassermühle wiederum erwähnt. Einige Jahre später folgte ein Dr. Steel/Stehle als Besitzer von Cöthen nach, der es 1590 an die von Holzendorf verkaufte. 1593 erhielten der Oberhauptmann, kursächsischer Rat und Kämmerer Dietrich, sowie dessen Brüder Joachim und Stellen von Holzendorf den Lehnbrief zu gesamter Hand über Cöthen. Am 17. Juni 1598 wurde den Brüdern Joachim und Dietrich von Holzendorf der Besitz von Cöthen bestätigt, wahrscheinlich war deren Bruder Stellen kurz vorher gestorben.
1611 ließ Ernst von Holzendorf ein Erbregister anlegen. Zum Rittersitz derer von Holzendorf gehörten nun acht Ritterhufen. Darin wird auch berichtet, dass der Rittersitz 1546 großenteils abgebrannt war, lediglich das Wohnhaus und das Torhaus waren verschont geblieben. Aber auch das Wohnhaus war noch 1611 ganz ruiniert; gemeint ist wohl in einem sehr schlechten baulichen Zustand. Die Hufen des Freihofes konnten mit 7 Wispel 18 Scheffel Roggen, 4 Wispel 9 Scheffel Gerste, 1 Wispel 6 Scheffel Hafer, 6 Scheffel Erbsen, 2 Scheffel Buchweizen und 2 Scheffel Hanf besät werden. Fischerei war nur in einem Feldpfuhl möglich. An Holzung war nur eine Kienheide vorhanden. Hier durften Rehe und Wildschweine gejagt werden. Der Baum- und Strunkgarten war noch intakt. Dagegen waren ein Kohlgarten und der Weinberg ganz ruiniert. Lediglich drei Kellergewölbe, an der Stelle wo früher die Weinmeisterei stand und worin der Wein gelagert wurde, waren noch vorhanden. Dem Ernst von Holzendorf stand das Straßen-, Ober- und Niedergericht zu. Er hatte auch die Schäfereigerechtigkeit auf der Feldmark. 24 Kühe und 12 Zugochsen konnten gehalten werden, ebenso Schweine. Im Oderbruch durfte er Rohr schneiden (lassen). Außerdem gehörten noch drei Wiesen zum Gutsbesitz. Bis 1634 wurden von Dietrich von Holzendorf 6 Bauernhufen aufgekauft, sodass zum Gut dann 14 Hufen gehörten. 1624 sind nur noch 18 Zinshufen genannt. Auch sie wurden nach und nach von der Gutsherrschaft aufgekauft. 1649 saß der Kreiskommissar des Oberbarnimschen Kreises Dietrich Stephan von Holzendorf auf Cöthen. Am 30. September 1652 verkaufte er Cöthen um 13.510 Taler an den späteren Kreiskommissar des Oberbarnimschen Kreises Wolf Christoph von Falkenberg auf Wiederkauf, d. h. er behielt sich das Recht vor, das Gut zu einem späteren Zeitpunkt wieder zurückzukaufen. Der Wiederkauf wurde aber nicht mehr realisiert, und Wolf Christoph von Falkenberg trat das Gut an seinen Schwiegersohn Berndt Jochen von Bornstedt auf Alt Cüstrinchen ab. Bornstedt verkaufte Cöthen 1689 an den Reichsgrafen und kursächsischen Generalfeldmarschall Heino Heinrich von Flemming auf Buckow (Märkische Schweiz). Im gleichen Jahr erwarb von Flemming auch die benachbarten Güter Dannenberg/Mark und Falkenberg/Mark. Heino Heinrich von Flemming starb am 1. März 1706 auf Schloss Buckow.

### 18. Jahrhundert

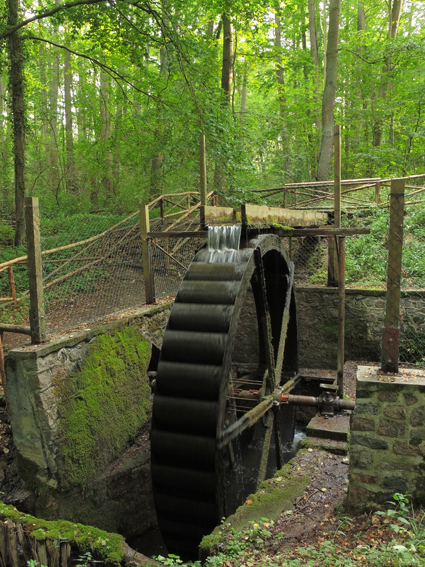
Rekonstruiertes Wasserrad im ehemaligen Cöthener Landschaftspark

Die Söhne und Erben des Heino Heinrich, Johann Georg und Adam Friedrich von Flemming, verkauften 1721 die drei Güter Coethen, Dannenberg/Mark und Falkenberg/Mark um 44.000 Taler und 200 Dukaten Schlüsselgeld an Gottfried von Jena (* 11. Dezember 1684, † 15. Mai 1743 in Berlin), Erbherr von Döbbernitz im damaligen Kreis Weststernberg in der Neumark. Noch 1721 ließ Gottfried von Jena ein neues Gutshaus in Cöthen errichten, das Duncker 1858 abbildete. Die drei Güter wurden damals von Arrendatoren (Pächtern) bewirtschaftet. Nachgewiesen sind 1708 Anton Friedenreich, der später in Wollenberg wirtschaftete, 1746 Carl Friedrich Bredereck, 1755 Gottlieb Krüger, der am 15. Dezember 1755 beim Bäumefällen ums Leben kam, und ab 1756 M. Siebenbürger. Gottfried von Jena war mit Louisa Christina von Baer/Beer verheiratet. Zwei Söhne gingen aus der Ehe hervor, Gottfried d. J. (1706–1775) und Carl Friedrich. Am 5. Mai 1743 ist Gottfried von Jena in Berlin gestorben.
Erbe von Cöthen, Dannenberg/Mark und Falkenberg/Mark wurde der erstgeborene Sohn Gottfried von Jena. Der jüngere der beiden Brüder Carl Friedrich übernahm das Gut Döbbernitz. Der jüngere Gottfried war zweimal verheiratet mit Töchtern des Preußischen Staatsministers Balthasar Konrad von und zum Broich († 22. Dezember 1745). Alle seine Kinder starben noch vor ihm. Gottfried starb am 4. Oktober 1775 in Cöthen und wurde wie seine Kinder in einem Gewölbe unter der Cöthener Kirche bestattet.
Die Lehngüter Cöthen, Dannenberg/Mark und Falkenberg/Mark fielen nun seinen beiden noch minderjährigen Großneffen Gottfried (1767–1831) und Carl Friedrich von Jena (1770–1838) zu, die Söhne seines Neffen Friedrich Wilhelm, dem einzigen Sohn seines Bruders Carl Friedrich auf Döbbernitz. Als Kurator bis zur Volljährigkeit fungierte der Landrat des Oberbarnimschen Kreises Leopold von Reichenbach auf Steinbeck. 1794 teilten die beiden Brüder ihren Besitz, Gottfried erhielt Döbbernitz, Carl Friedrich Cöthen, Dannenberg und Falkenberg. Da diese Güter den Wert von Döbbernitz überstiegen, musste Carl Friedrich seinem Bruder einen finanziellen Ausgleich von 25.000 Talern auszahlen. Die verwitwete Generalin Charlotte Wilhelmine von Itzenplitz geb. von Beer hatte den Allodialbesitz des Gottfried von Jena geerbt. Sie ließ das Kapital von 4.000 Talern auf dem Gut stehen; es musste allerdings mit 5 % verzinst werden.
Die Güter waren ab 1775 (wieder) verpachtet. Allerdings hatten die Pächter kaum Interesse am Erhalt der Substanz oder der Verbesserung der Güter. So übernahm Carl Friedrich von Jena 1794 im Grunde heruntergewirtschaftete Güter. Er schaffte es allerdings in wenigen Jahren, die Güter wieder profitabel zu machen. 1794 fasste er die Rittergüter Cöthen und Dannenberg zu einem Majorat zusammen. 1795 heiratete er Sophie Margarethe Eleonore Gans Edle Herrin von Putlitz (1778–1837). Sie brachte das Gut Nettelbeck in der Prignitz mit in die Ehe. Wie schon sein Großonkel Gottfried d. Ä. wohnten Carl Friedrich und seine Familie in dem 1721 erbauten Herrenhaus in Cöthen, das Alexander Dunker 1857 abbildete.

### 19. Jahrhundert
Carl Friedrich von Jena begann vermutlich um 1820, den Wald östlich von Cöthen in einen Landschaftspark umzugestalten. Das im Park vorhandene Wasser nutzte er zur Anlage künstlicher Wasserläufe, Wasserbecken und Springbrunnen. Sie wurden von einem Wasserbehälter gespeist, in den das Wasser durch von Wasserrädern angetriebene Pumpen befördert wurde. Im Park entstanden der Sophientempel und ein Gebäude namens Mon plaisir. 1824 ließ er auf dem Paschenberg, nahe Falkenberg, ein Jagdhaus errichten, die Carlsburg. Am Ostrand des Dorfes ließ er 1829 das neue Herrenhaus erbauen. 1830 finanzierte er den Bau der neuen Cöthener Dorfkirche, die in der Art von Schinkels Landkirchen gestaltet wurde. 1837 starb seine Frau Sophie Margarethe Eleonore. Im Jahr darauf begab er sich zusammen mit seiner jüngsten Tochter Ida auf eine Vergnügungsreise nach Italien, wo er am 20. September 1838 in Neapel starb. Fünf Kinder waren aus der Ehe mit Sophie Margarethe Eleonore hervorgegangen, drei Söhne und zwei Töchter. Der älteste Sohn Carl (* 14. Juni 1796 in Cöthen, † 23. Juni 1886 in Nettelbeck) hatte schon zu Lebzeiten des Vaters das Gut Nettelbeck erhalten. Er war mit Leopoldine Luise Amalie Meta, geborene Freiin von Eckardstein (1801–1837) verheiratet. Einer der Söhne des Paares war der preußische General Eduard von Jena. Carl Friedrichs Sohn Wilhelm (* 12. Juni 1797 in Cöthen, † 10. April 1879 in Berlin) erhielt das Majorat Cöthen und dessen Bruder Eduard (1798–1847) das Stammgut Döbbernitz. Die Tochter Sophie (* 24. September 1803, † 25. April 1874) heiratete 1823 Heinrich von Kröcher, Erbherr auf Schenkenhorst und Cunrode in der Altmark. Die jüngste Tochter Ida (* 2. Oktober 1816 in Cöthen, † 1879 in Berlin) war mit Konstantin von Zimmermann verheiratet. Beide Töchter erhielten je 27.000 Taler aus der Erbmasse. Das Jagdhaus Carlsburg auf dem Paschenberg wurde nach Carl Friedrichs Tod in eine Gaststätte umgebaut.
Wilhelm von Jena, der nächste Erbherr auf Cöthen, war preußischer Major und Mitglied des Preußischen Herrenhauses. Nach Berghaus umfassten die Rittergutsländereien Cöthen um 1850 913 Morgen 159 Quadratruten, davon waren 8 Morgen 76 Quadratruten Hofstelle, 110 Morgen 62 Quadratruten Gärten, 775 Morgen 1 Quadratrute Acker, 119 Quadratruten Wiese und 19 Morgen 81 Quadratruten ertragloses Land. Die Cöthensche Kienheide maß 1946 Morgen 150 Quadratruten und die Cöthensche Eichheide nebst den Broichsdorfer Bergen hatte 3705 Morgen und 107 Quadratruten. 1856 stellte Wilhelm von Jena das Vorwerk Sorge und zwei Morgen Acker zur Verfügung, um dort ein von der Gräfin Maria Helena Gräfin von Itzenplitz geb. Kröcher (1812–1853), Ehefrau des preußischen Staats- und Handelsministers Graf Heinrich Friedrich von Itzenplitz (1799–1883) auf Gut Kunersdorf bei Wriezen angeregtes „Rettungshaus für verwahrloste Knaben“ einzurichten. Sie hatte vor ihrem Tod eine größere Geldsumme als Startkapital gestiftet. Aus diesem Rettungshaus entstand das heutige Bad Freienwalder Waldhaus der Stephanus-Stiftung.
1864 erwarb Wilhelm von Jena von Kaufmann Hermann Jung für 100.00 Taler das benachbarte Gut Torgelow. Es hatte 1879 einen Umfang von 460 ha. Wilhelm von Jena war seit dem 17. Juli 1827 mit Wilhelmine (Willy) Gräfin von der Schulenburg (* 21. Oktober 1806 auf Gut Altenhausen; † 11. November 1880 in Berlin), Tochter des August Karl Jakob Graf von der Schulenburg, Gutsherr auf Altenhausen, und der Maria Luise von Kleist von Altenhausen^, verheiratet. Aus der Ehe gingen die Töchter Hedwig Sophie Klara Wilhelmine (siehe folgenden Absatz) und Frieda Auguste (* 18. Februar 1839), hervor. Letztere war seit 1861 mit Wolf Freiherr von Heintze-Weißenrode verheiratet. Sie starb am 21. Juni 1877, zwei Jahre vor ihrem Vater. 1858 hatte Gut Coethen 197 Einwohner. Im Ort standen 3 öffentliche Gebäude, 15 Wohngebäude und 27 Wirtschaftsgebäude, darunter eine Dampfbrennerei. Zum Rittergut gehörten 11 Morgen Gehöfte, 58 Morgen Gartenland, 984 Morgen Acker, 35 Morgen Weide, 5229 Morgen Wald. Der Tierbestand setzte sich wie folgt zusammen: 42 Pferde, 202 Stück Rindvieh und 2909 Schafe. Zum Gut gehörten der Abbau Tobbenberge und die Wohnplätze Fischerhaus am Gamensee, mit 7 Einwohnern in 1 Wohngebäude und 1 Wirtschaftsgebäude, und Sorge im Sorgenthal mit 4 Wohnhäusern, vier Wirtschaftsgebäuden und 58 Einwohnern. 1871 standen im Rittergut Cöthen insgesamt 23 Wohngebäude mit 263 Einwohnern. Davon entfielen auf den Ort selber 19 Wohngebäude mit 206 Einwohnern. Das Fischerhaus Gamensee (mit einem Wohngebäude) hatte 4 Einwohner, im Familienhaus Sorge wohnten 35 Personen, im Wohnplatz Tobbenberge mit einem Wohnhaus 10 Personen und im Wohnplatz Krummenpfahl in einem Wohnhaus 8 Personen. 1879 hatte der Gutsbezirk Dannenberg/Mark eine Größe von 2297 ha, davon waren 868 ha Acker, 75 ha Wiese, 31 ha Weide, 1297 ha Wald und 26 ha Wasser. Der Grundsteuerreinertrag war auf 26.505 Mark festgesetzt.
Nach dem Tod des Wilhelm von Jena 1879 ging das Majorat Cöthen (also Cöthen, Dannenberg/Mark und Falkenberg/Mark) an seinen Neffen und Schwiegersohn Wilhelm Georg (meist nur Wilhelm genannt), den Sohn seines älteren Bruders Carl, der das Gut Nettelbeck geerbt hatte. Wilhelm Georg, geboren am 4. September 1826 in Nettelbeck, war seit 1854 mit seiner Cousine Hedwig Sophie Klara Wilhelmine von Jena  (* 21. November 1831 in Cöthen, † 16. November 1905 in Berlin), Tochter des Wilhelm von Jena und der Willy von der Schulenburg verheiratet. Mit ihr hatte er die Kinder Fritz Gottfried (* 9. Juli 1858 in Waitze, Krs. Birnbaum, Posen, † 12. August 1927 in Cöthen), Amelie Maria (* 3. Januar 1862 in Waitze), Wilhelm Georg (* 12. Oktober 1863 in Waitze), er wurde preußischer Forstmeister, Gottfried Carl (* 12. Oktober 1866 in Cöthen), Kurt Karl (* 14. März 1868 in Cöthen) und Hedwig Willi (* 23. März 1870 in Cöthen). Wilhelm Georg von Jena ließ 1881 das alte, wohl baufällige Schloss abreißen. Nach dem Gemeindelexikon von 1888 (gibt den Stand von 1885 an) umfasste der vereinigte Gutsbezirk Cöthen/Dannenberg/Mark 2268.2 ha. Als Wohnplätze werden Tobbenberge und Vorwerk Tortz angegeben. Die Güter wurden damals von einem Amtmann Kruse administriert. 1895 hatte der vereinigte Gutsbezirk Cöthen und Dannenberg/Mark eine Größe von 2249,2 ha. Unter den anderen bewohnten Baulichkeiten werden ein Rettungshaus und ein Schulhaus genannt. 1902 brannte das neue Schloss am Ostausgang des Dorfes ab, das Wilhelm Georg 1902 an derselben Stelle durch einen Neubau im neobarocken Stil ersetzen ließ. Wilhelm Georg von Jena starb am 9. Juni 1904 in Cöthen.

### 20. Jahrhundert
Erbe war der älteste Sohn Fritz Gottfried. 1887 hatte er Vera von Löbbecke (* 15. Mai 1887 in Hünern, † 22. Februar 1937 in Cöthen) geheiratet. Zwei Töchter gingen aus der Ehe hervor, Vera Hedwig Ida (* 4. Oktober 1892 in Neuhochzeit) und Herta Olga Frieda (* 3. März 1895 in Cöthen). 1907 administrierte der Amtmann Th. Biebrach den vereinigten Gutsbesitz. 1914 hieß der Administrator Kuhn; er war auch 1923 noch in Cöthen tätig. 1929 hatte das Rittergut Cöthen eine Größe von 1125 ha, davon 418 ha Acker, 135 ha Wiesen und 572 ha Wald. Der Grundsteuerreinertrag war mit 11.986 Reichsmark angesetzt. Das Gut wurde wie auch die Güter Dannenberg/Mark, Torgelow und Tortz vom Verwalter Hermann Pensky geführt. Am 12. August 1927 ist Fritz Gottfried von Jena in Cöthen gestorben.
Nach Reisinger und Reisinger soll Fritz von Jena spielsüchtig gewesen sein und sich hoch verschuldet haben. Anfang 1932 wurde der landwirtschaftlich genutzte Teil des Gutes Cöthen und Dannenberg an eine Siedlungsgesellschaft verkauft. Die Gutsflächen wurden parzelliert und an Einzelinteressenten verkauft. Vor allem das frühere kleine Vorwerk Krummenpfahl wurde auf diese Weise aufgesiedelt und nahm Dorfgröße an.

### Kommunale Geschichte
1450 war die Feldmark in 48 Hufen eingeteilt, davon hatte der Pfarrer 4 Freihufen und die Kirche 2 Freihufen. Es bestand ein Freihof mit 10 Hufen. Die übrigen, zinspflichtigen Hufen gaben jede eine jährlich Geldabgabe von 9 Groschen. Der Krug musste 15 Groschen geben. Leider erfahren wir nicht, wie viele Bauern und Kossäten im Dorf ansässig waren und die 32 zinspflichtigen Hufen bebauten. 1489 wurde eine neue Wassermühle nahe Falkenberg erbaut. Die ältere Wassermühle nahe dem Dorf war einige Zeit vorher abgebrannt. 1527 werden 46 Hufen genannt. 1546 brannte der Rittersitz ab. 1580 werden Dorf und Mühle erwähnt, allerdings ohne nähere Angaben.
1624 lebten vier Hufenbauern, sieben Kossäten und ein Schäfer im Ort. 1652 sind nur drei Kossäten und zwei Knechte erwähnt. 1705 wohnten nur noch ein Bauer, sieben Kossäten, der Schäfer mit Gesinde und der Schmied im Ort. Bis 1734 war eine Ziegelei (Ziegelstreicher genannt) entstanden. Auf der Schmettaukarte von 1767/87 ist die Ziegelei an der Stichstraße zum Gebäude Ernst-Thälmannstraße 47A eingezeichnet, also zum heutigen Wohnplatz Broichsdorf gehörend. Sie ist bereits 1801 nicht mehr erwähnt.
Bis 1734 wurde auch der Weinberg (Weinmeister erwähnt!) wieder bepflanzt bzw. bewirtschaftet. Allerdings ließ sich die Lage des Weinbergs bisher nicht ermitteln. 1776 lebten in Cöthen nur noch ein Hufenbauer und vier Kossäten, drei Kossätengüter waren wüst. Hinzu kamen noch ein Hirte ohne Vieh und ein Laufschmied. 1801 nennt Friedrich Wilhelm Bratring einen Bauern, vier Kossäten, sechs Büdner und sechs Einlieger. Im Dorf gab es 19 Feuerstellen. Zwei Förster waren zur Bewirtschaftung von 1200 Morgen Wald eingestellt worden. Außerdem gab es noch den Dorfkrug. 1817 hatten Dorf und Gut 149 Einwohner.
1825 wurden der letzte Bauernhof und die letzten vier Kossäten durch das Rittergut ausgekauft. Die Gemeinde hörte somit auf zu bestehen; ganz Cöthen gehörte nun zum Rittergut bzw. zum Gutsbezirk Cöthen, der später mit dem Gutsbezirk Dannenberg/Mark vereinigt wurde. Im Gegensatz zu Cöthen gab es in Dannenberg/Mark aber noch einen kleineren Gemeindebezirk. In Falkenberg/Mark gab es nur einen Gemeindebezirk.

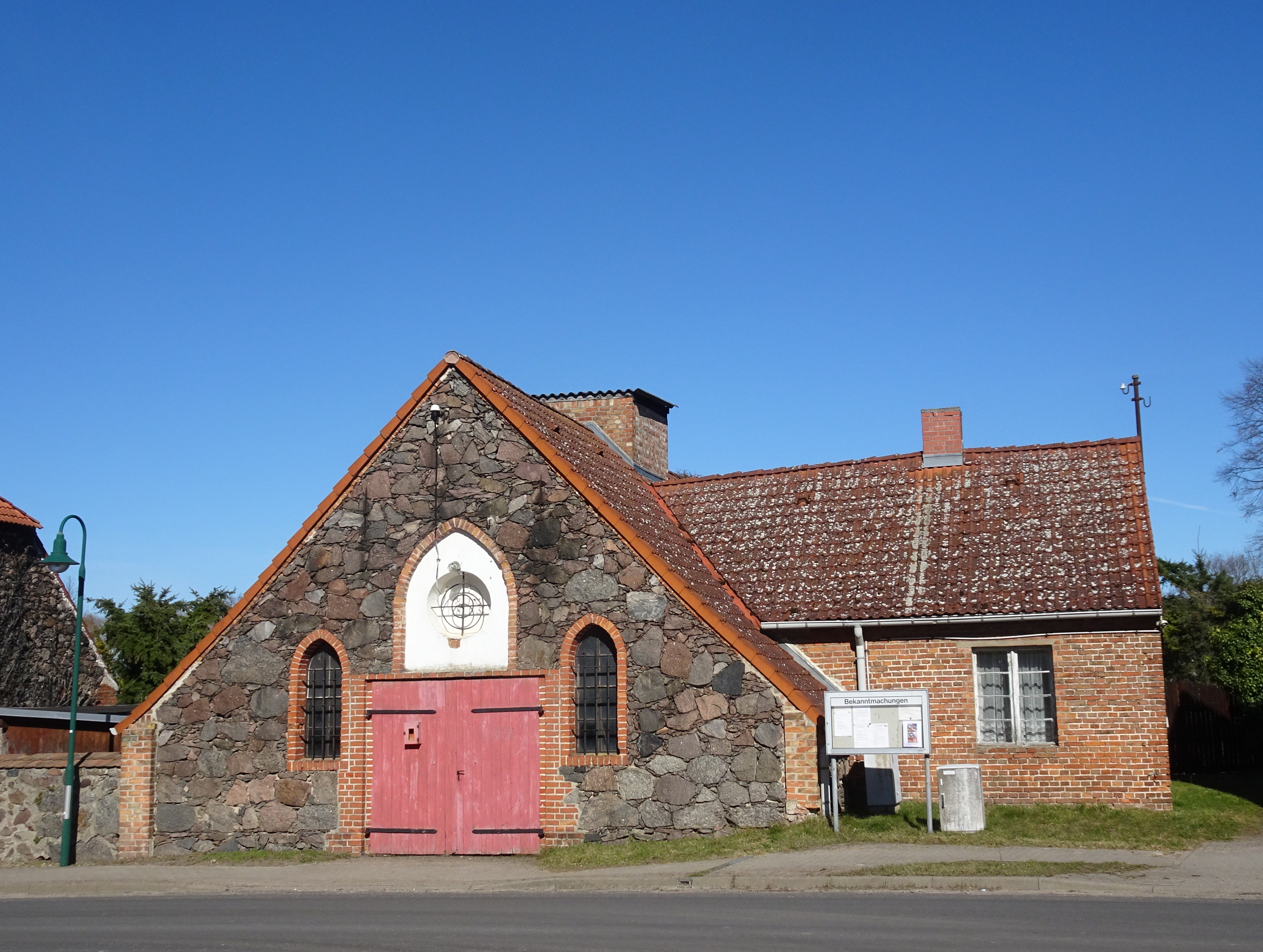
Backhaus

| Jahr      | 1734 | 1772 | 1801 | 1817 | 1840 | 1858 | 1871 | 1885 | 1895 | 1900 | 1910 | 1925 |
| Einwohner | 48   | 118  | 121  | 149  | 176  | 197  | 263  | 320  | 255  | -    | -    | 213  |

### Kirchliche Geschichte
Köthen war im Mittelalter und in der Frühen Neuzeit Mutterkirche, wie die Pfarr- und Kirchenhufen zeigen. 1542 gehörte zur Pfarrei Köthen Falkenberg als Tochterkirche. 1646 musste der Rittersitz dem Pfarrer jährlich ein Wispel 16 Scheffel Korn bezahlen. 1812 wurden alle drei Dörfer Cöthen, Dannenberg/Mark und Falkenberg/Mark unter das Patronat von Cöthen gestellt. Cöthen gehört heute zum Pfarrsprengel Falkenberg im evangelischen Kirchenkreis Barnim.

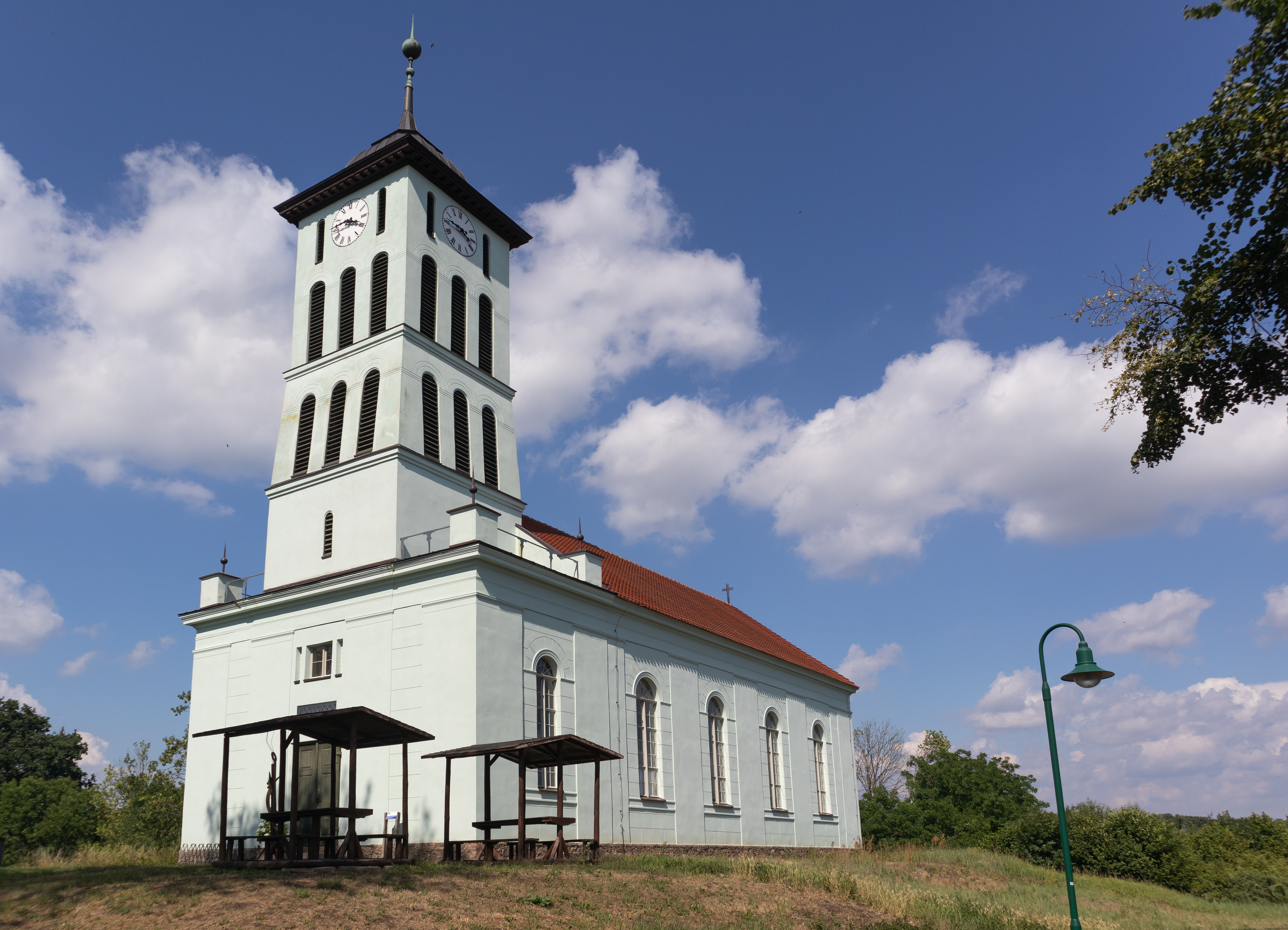
Kirche in Cöthen

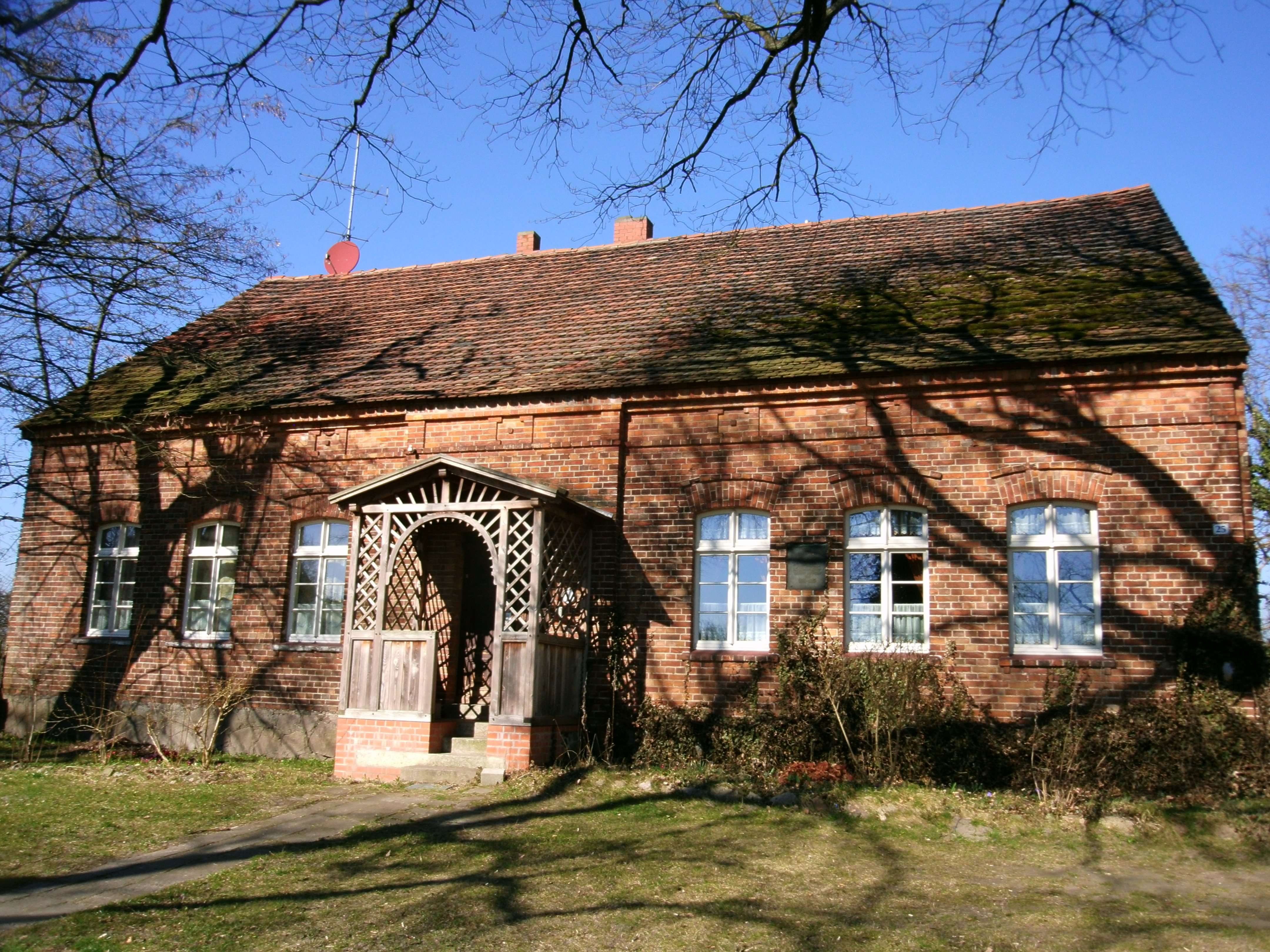
Altes Schulhaus von Cöthen

### Kommunale Zugehörigkeit
Cöthen liegt in der historischen Landschaft Barnim. Schon im 16. Jahrhundert bildeten sich hier zwei Kreise (älter auch Beritte genannt) heraus, der Niederbarnimsche Kreis und der Oberbarnimsche Kreis; Cöthen wurde letzterem zugerechnet. Der Oberbarnimsche Kreis ging in der Kreis- und Provinzreform von 1816 nahezu unverändert in den Kreis Oberbarnim über.
Der große Gutsbezirk Cöthen bzw. Dannenberg/Mark wurde 1928 aufgelöst und zum größeren Teil mit der Gemeinde Falkenberg/Mark vereinigt, ein kleinerer Teil wurde der Gemeinde Dannenberg/Mark zugewiesen. Der Kreis Oberbarnim wurde in Kreisreform von 1952 aufgelöst und Falkenberg/Mark mit Cöthen kam zum neu geschaffenen Kreis Bad Freienwalde im Bezirk Frankfurt (Oder) der DDR. Nach der Wende 1990 wurde dieser Kreis in Landkreis Bad Freienwalde umbenannt.
1992 bildete Falkenberg/Mark zusammen mit acht weiteren Gemeinden das Amt Falkenberg-Höhe. 1993 wurde der Landkreis Bad Freienwalde mit den Kreisen Seelow, Strausberg und Teilen des Landkreises Fürstenwalde zum Landkreis Märkisch-Oderland vereinigt. Zum 31. Dezember 2001 schlossen sich die bis dahin selbstständigen Gemeinden Dannenberg/Mark, Falkenberg/Mark und Kruge/Gersdorf zur neuen Gemeinde Falkenberg zusammen. Seither ist Falkenberg/Mark ein Ortsteil in der Gesamtgemeinde Falkenberg, Cöthen lediglich noch ein Gemeindeteil von Falkenberg/Mark ohne eigene kommunalpolitische Vertretung. Im Ortsteil Falkenberg/Mark vertritt ein Ortsbeirat bestehend aus drei Mitgliedern die Interessen des Ortsteils gegenüber der Gesamtgemeinde Falkenberg.

## Baudenkmale
Die Denkmalliste des Landes Brandenburg für den Landkreis Märkisch-Oderland verzeichnet folgende Baudenkmale in Cöthen
- Nr. 09180429 Begräbnisstätte der Familie von Jena, auf dem

Friedhof von Cöthen
- Nr. 09180430 Grabstein Paul Matzdorf, auf dem Friedhof von Cöthen
- Nr. 09180426 Cöthen 18: Gemeindebackhaus
- Nr. 09180425 Cöthen 24: Dorfkirche
- Nr. 09180427 Cöthen 25: Schulhaus mit Hofgebäude, Erinnerungstafel für Paul Matzdorf und Mahnmal für die Gefallenen des Ersten Weltkriegs
- Nr. 09180428 Cöthen 66: Dampfmaschine der Gutsbrennerei

## Persönlichkeiten
- Wilhelm von Jena (1797–1879), Gutsbesitzer, auf Gut Cöthen geboren
- Paul Matzdorf (1864–1930), Pädagoge, Jugendschriftsteller, Bildhauer und Medailleur